# Karsten Brodersen
Karsten Brodersen (* 24. Juni 1907 in Nordfriesland; † Dezember 2001) war ein deutsch-chilenischer Diskuswerfer,  Zehnkämpfer und Kugelstoßer.
1935 kam er als Lehrer für Deutsch, Mathematik und Sport an die Deutsche Schule in Valparaíso. 
Bei den Leichtathletik-Südamerikameisterschaften gewann er 1939 in Lima Silber im Kugelstoßen und Diskuswurf sowie Bronze im Zehnkampf. 1941 in Buenos Aires holte er erneut Silber im Diskuswurf und Bronze im Zehnkampf. 
1947 in Rio de Janeiro wurde er Südamerikameister im Diskuswurf, und 1949 in Lima errang er in derselben Disziplin seine dritte Silbermedaille.
Bei den Panamerikanischen Spielen 1951 in Buenos Aires wurde er Siebter im Diskuswurf.
1969 begründete er ein Sportfest der deutschsprachigen Schulen in Chile, das seit 1979 seinen Namen trägt. In den 1970er Jahren kehrte er nach Deutschland zurück. 1986 wurde ihm das Bundesverdienstkreuz 1. Klasse verliehen.